# Michail Ivanovič Čigorin
Michail Ivanovič Čigorin (in russo Михаил Иванович Чигорин?; Gatčina, 12 novembre 1850 – Lublino, 25 gennaio 1908) è stato uno scacchista russo.
Noto anche con il nome occidentale Mikhail Chigorin .
Due volte sfidante del primo campione del mondo Wilhelm Steinitz, fu uno dei più importanti giocatori degli ultimi decenni del XIX secolo e il più forte giocatore russo del suo periodo. È considerato il padre fondatore dello scacchismo russo e sovietico, che ha dominato la disciplina nel secolo successivo. Dal punto di vista teorico fu un critico delle teorie posizionali di Steinitz.
Fu per quattro volte campione russo in epoca imperiale.

## Biografia
Orfano dei genitori in età infantile, crebbe nell'Orfanotrofio di Gatčina, destinato ai figli delle famiglie aristocratiche. Lì imparò a giocare a scacchi, grazie al suo insegnante. Intorno ai vent'anni entrò in polizia, nella quale lavorò come funzionario fino al 1883.
Durante questo periodo si appassionò tanto al gioco degli scacchi da abbandonare la carriera professionale per diventare un giocatore professionista.
Giocò vari incontri nel 1880 con Emanuel Schiffers e Semën Alapin, affermati maestri contro cui riuscì ad avere la meglio. Al torneo di Berlino nel 1881 giunse terzo alla pari con Simon Winawer, dietro a Johannes Zukertort e Joseph Blackburne. Al grande torneo di Londra del 1883, finì quarto dietro a Zukertort, Wilhelm Steinitz e Blackburne.
Giocò due volte contro Steinitz per il titolo di campione del mondo, perdendo nel 1889 per 10,5–6,5 e perdendo, ma con minore scarto, anche nel 1892 per 12,5–10,5. Comunque contro Steinitz egli riuscì a totalizzare un rispettabile +24-27=8. Nel 1889 giocò al Torneo di New York, che vinse a pari merito con l'austriaco Max Weiss, ottenendo il miglior risultato della sua carriera. Nel 1890 giocò un celebre match al telegrafo sempre contro Steinitz. 
In esso Čigorin aveva il lieve vantaggio di poter scegliere l'apertura da una lista fornita da Steinitz e riuscì a vincere entrambe le partite.
Verso la fine del secolo la sua reputazione in patria e all'estero continuò a crescere fino a farlo inserire tra i primi cinque giocatori al mondo.
Nel 1893 pareggiò a San Pietroburgo un match contro il forte Siegbert Tarrasch (+9-9=4) e nella somma gli fu leggermente superiore (+14-13=8), ebbe la meglio contro Richard Teichmann (+8-3=1) ma subì la superiorità di Dawid Janowski (+4-17=4).
Il suo miglior risultato lo ottenne al Torneo di Hastings 1895 dove si piazzò al secondo posto davanti al campione del mondo in carica Emanuel Lasker, a Siegbert Tarrasch e al precedente campione del mondo Wilhelm Steinitz.
A quel torneo partecipavano i migliori giocatori dell'epoca ed egli riuscì a sconfiggere anche il vincitore del torneo stesso, il fortissimo Harry Nelson Pillsbury. Pillsbury aveva molta stima di Čigorin contro il cui gioco non riuscì a prevalere (+8-7=6) a favore del russo. Čigorin invece subì sempre il gioco di Emanuel Lasker totalizzando un (+1-8=4) negli incontri importanti, e l'unica vittoria la ottenne proprio in quel torneo. Altri suoi risultati: 
- primo a Budapest nel 1896;[11]
- secondo a Colonia nel 1898 alla pari con Charousek e Wilhelm Cohn e dietro a Amos Burn;
- settimo a Londra nel 1899 in un torneo durissimo;[12]
- terzo a Monte Carlo nel 1901 dopo Janowski e Carl Schlechter.[13]

Da buon conoscitore dei gambetti egli vinse nel 1903 il torneo dedicato al Gambetto di Re di Vienna e sconfisse Emanuel Lasker, giocando però sempre con il nero, nel torneo di Brighton dedicato al Gambetto Rice (caratterizzato dalle mosse: 1. e4 e5 2. f4 exf4 3. Cf3 g5 4. h4 g4 5. Ce5 Cf6 6. Ac4 d5 7. exd5 Ad6 8. O-O) e da Isaac Rice sponsorizzato.
Nel 1906 fu secondo dietro a Akiba Rubinstein nel torneo a quattro di Łódź. Nel 1899 a Mosca, nel 1900/1901 a Mosca e nel 1903 a Kiev, vinse i campionati russi di scacchi.

### Gli ultimi anni
Come ambasciatore dello scacchismo russo Čigorin fu un fulgido esempio. Lesse molto, scrisse articoli su riviste e periodici. Fondò un circolo di scacchi a San Pietroburgo e tentò in vari modi di fondare una associazione, cosa che avvenne poco dopo la sua scomparsa.
Nel 1907 si ammalò di diabete, fu ricoverato a Karlovy Vary (Karlsbad) e quando i dottori gli diagnosticarono che aveva pochi mesi di vita raggiunse la moglie e la figlia in Polonia dove morì all'inizio dell'anno successivo.

## Il suo stile
Il suo stile di gioco era caratterizzato da una sottile abilità tattica e da un fantasioso approccio nella fase di apertura. Egli respinse molti dei dogmi suggeriti da Tarrasch e Steinitz, ma accettò gli insegnamenti di Steinitz per quanto riguardava la solidità del centro. Sperimentò alcune varianti alla Partita Spagnola e alla Difesa Slava. Sebbene fosse un omone grosso e barbuto, Čigorin fu anche descritto come "innegabilmente di bell'aspetto". Frank Marshall parlando di lui sottolineò la grande agitazione che lo prendeva, durante le partite, quando era in difficoltà. Oltre al solito frenetico battere di piedi e incrociare le gambe, certe volte sembrava essere un fascio di nervi e in quei casi dava l'idea di avere un carattere piuttosto feroce.

## Eredità scacchistica
In ragione del suo talento, del suo gioco vivace e dei suoi fecondi insegnamenti, molti russi guardano a Michail Čigorin come il fondatore della scuola scacchistica russa. Sebbene eclissata negli anni venti dalle nuove teorie del movimento ipermoderno, l'influenza di Čigorin è stata fondamentale nel determinare l'egemonia del movimento scacchistico sovietico durante tutto il ventesimo secolo.
A partire dal 1909 in suo onore a San Pietroburgo, città dove fondò il circolo scacchistico e visse per molti anni, si tiene in torneo Chigorin Memorial.
Molte varianti di aperture portano il suo nome.
Le due più importanti sono state la variante Čigorin nella Partita Spagnola
(in notazione algebrica: 1.e4 e5 2.Cf3 Cc6 3.Ab5 a6 4.Aa4 Cf6 5.O-O Ae7 6.Te1 b5 7.Ab3 d6 8.c3 O-O 9.h3 Ca5) e la Difesa Čigorin al Gambetto di Donna (1.d4 d5 2.c4 Cc6). La vitalità di questo impianto è testimoniata dal fatto che nel 2007, quasi un secolo dopo la sua scomparsa, è uscito un testo di Aleksandr Morozevič che tratta della Difesa Čigorin.